# ダニエル・シャブルン
ダニエル・シャブルン（Daniel Chabrun, 1925年1月26日 - 2006年12月12日）は、フランス出身の指揮者。
マイエンヌの生まれ。
パリ音楽院でイヴ・ナットにピアノ、ルイ・フレスティエに指揮法、アンリ・シャランとフェルナン・レミーに和声法と対位法を学んだ。1954年に指揮法でプルミエ・プリを得て卒業した後はフランス放送協会に籍を置く。1960年から1970年までアヴィニョン音楽祭を指揮し、ヤニス・クセナキス、シャルル・シェーヌ、モーリス・オアナ、ジョルジュ・アペルギス、イヴォ・マレク、フランソワ＝ベルナール・マシェ、ピエール・バルボー、セルジュ・ニグ、クロード・プライ、エディソン・デニソフ、ジャン・プロドロミデス、クリストフ・ロートゥン、アドリエンヌ・クロステル等の作品を擁護しつつ、オリヴィエ・メシアン、マルセル・ミハロヴィチ、ジャン・リヴィエやアンリ・デュティユーらの作品を積極的に演奏した。
フランス放送協会の解体後は文化・通信省に監察官として入省し、1991年まで主任検査官を務めた。
パリにて死去。

## 註
| スタブアイコン | サブスタブ | この項目は、まだ閲覧者の調べものの参照としては役立たない、クラシック音楽に関連した書きかけの項目です。この項目を加筆・訂正などしてくださる協力者を求めています（P:クラシック音楽/PJ:クラシック音楽）。 |